# Роло
 Тази статия е за херцога на Нормандия.  За селището във Франция вижте Роло (Франция).  
Роло (на френски: Rollo; * ок. 846, Норвегия; † ок. 932, Нормандия), известен още и като Хролф, християнско кръщелно име Робер, също така често титулуван като Роберт I (за да бъде отличен от наследниците си), е викингски предводител, основател и първи владетел на викингското херцогство, което по-късно започва да се нарича Нормандия. От XI век нататък неговите наследници са титулувани като дукове на Нормандия, а след норманското нашествие от 1066 г. и като крале на Англия.

## Име
Името Роло е латински превод на оригиналното нордическо име Хролф, както и на съвременното исландско Хролфур и скандинавското Ролф, въпреки че нормандците го наричат с местното име Ру. Понякога името му е споменато и чрез производните франкски имена Родолф(ус) или Радулф(ус) или френското Раул.

## Исторически сведения
Първият исторически извор споменаващ Роло е англосаксонската хроника от 9 век, която обаче не дава информация за неговия произход:
| „ | 876 г. сл. Хр. През тази година Роло проникна в Нормандия със своята войска; и управлява петдесет зими | “ |

Историците не са единни по отношение произхода на Роло. В своя труд De moribus et actis primorum Normannorum ducum, хроникьорът Дудо от Сент Кантен разказва за могъщ датски благородник, който е в конфликт с краля на Дания. От двамата сина на благородника единият, Гурим, е убит, а вторият, Роло, е прогонен от страната. Хрониката на Дудо е поръчана от Ричард I Нормански и е завършена някъде след 1015 г. по времето на Ричард II Нормански. Сестрата на Ричард II, Ема, се жени за датския крал Кнут Велики през 1017 г.
Основавайки се на местни саги, норвежки и исландски историци считат, че Роло е всъщност Гангер Хролф (Хролф Ходещият), син на графа на Мьоре. Най-старият източник, подкрепящ тази версия, е ръкописът „История на Норвегия“, написан на латински в края на 12 век. Според него Хролф влязъл в конфликт с норвежкия крал Харал Прекраснокосия и станал ярл в Нормандия. Прякорът Ходещият (на нордически Гангер) дошъл от легендата, че Хролф бил толкова голям, че никой кон не можел да издържи тежестта му.
В своя труд „Делата на граф Рожер от Калабрия и Сицилия и на херцог Роберт Гискар, неговият брат“ Гофредо от Малатера също твърди, че Роло отплавал смело от Норвегия.

## Набези по Сена
През 885 г. Роло е сред командирите на викингската флота, която обсажда Париж през 885 – 886 г, водена от Зигфред. Според легендата, когато пратеник на краля отива да преговаря с лидера на викингите, му бива отговорено, че всеки за себе си е вожд. Когато през 886 г., Зигфрид взима откуп, за да вдигне обсадата над града, Роло остава във Франция и опустошава Бургундия. Според някои източници обаче Роло се появява във Франция едва през 905 г.
По-късно Роло се завръща по течението на река Сена и нахлува в областта, която днес се нарича Нормандия.
През 911 г. викингите, водени от Роло, започват нова обсада на Париж, а по-късно и на Шартър. Епископът на Шартър отправя призив за помощ, на който се отзовават редица френски благордници, включително дукът на Бургундия Рихард I Застъпник и бъдещият крал на Франция Робер I. На 20 юли 911 г. френските сили надделяват над Роло в битката при Шартър и то въпреки отсъствието на редица барони и на самия крал Шарл III Простовати.

## Херцогство Нормандия
По силата на последвалия мирен договор Роло става васал на краля и се покръства под името Робер. В замяна крал Шарл дава на Роло земите между река Епт и морето, както и части от Бретан. Според Дудо от Сент Кантен Роло получава и ръката на кралската дъщеря Гизела, въпреки че този брак не се споменава във франкски източници. Роло става и владетел на област Нормания със столица Руан. Историците не са единодушни относно титлата, която Роло носи. Не е ясно дали той е дук или граф.
Според легендата, като част от условията на мирния договор, Роло трябвало да целуне краката на крал Шарл. Роло обаче отказва да се подложи на това унижение и кара един от войните си да целуне кралския крак вместо него. Поднасяйки крайника към устата си, войнът вдига крака на краля толкова високо, че Шарл пада от трона.
Роло остава верен на своята дума и след 911 г. защитава поречието на Сена от нашественици. Въпреки това той продължава и собствените си набези във Фландрия. Той счита клетвата си за приключена след като Шарл е свален от трона през 922 г. Тази година поставя началото на мащабна експанзия на запад, която приключва със споразумение, по силата на което Роло получава Льо Ман и Байе.

## Смърт и наследство
Някъде около 927 г. Роло предава властта над херцогството на сина си Уилям I Дългия меч (William Longsword). Роло умира не по-късно от 933 г. Въпреки че е официално покръстен, езическите му порядки отново се проявяват към края на неговия живот.
Роло е прапрапрадядо на Уилям Завоевателя. Това го прави директен предшественик както на британското кралско семейство, така и на мнозина съвременни европейски монарси или претенденти за трона на европейските държави там, където монархията не е запазена.